# Kim-Jho Gwangsoo

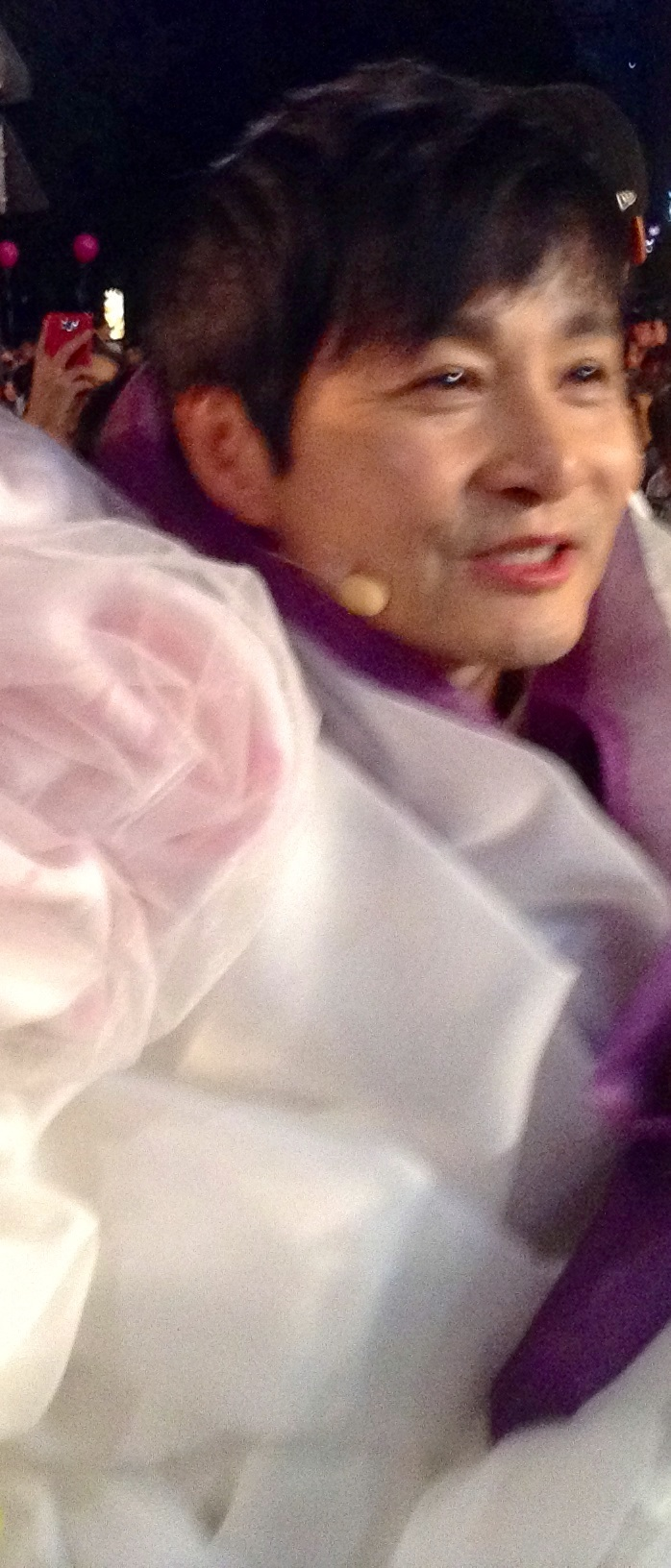
Kim-Jho Gwangsoo (2013)

Kim-Jho Gwangsoo (* 1965 in Seoul) ist ein südkoreanischer Filmregisseur, Filmproduzent und Drehbuchautor.

## Leben
Kim-Jho ist als Filmregisseur und -produzent sowie Drehbuchautor in Südkorea tätig. 2006 outete er sich als homosexuell. Seitdem möchte er mit seinen Arbeiten verschiedene Aspekte des südkoreanischen LGBT-Gesellschaft einfangen, um das Bewusstsein und den Aktivismus für die Probleme zu schärfen, mit denen sie konfrontiert sind.

## Filmografie (Auswahl)

### Filmregisseur
- 2008: Boy Meets Boy (Kurzfilm)
- 2009: Just Friends?
- 2010: Ghost (Be With Me)
- 2010: LOVE, 100°C
- 2012: Two Weddings and a Funeral
- 2014: One Night Only

### Drehbuchautor
- 2008: Boy Meets Boy
- 2009: Just Friends?
- 2010: LOVE, 100°C
- 2014: One Night Only

### Filmproduzent
- 2001: Wanee & Junah
- 2002: Jealousy Is My Middle Name
- 2004: So Cute
- 2005: The Red Shoes (분홍신 / Bunhongsin)
- 2006: No Regret – Im Schatten der Liebe (후회하지 않아 / Huhoehaji Ana)
- 2006: Old Miss Diary
- 2007: Boys of Tomorrow
- 2007: Pornmaking for Dummies
- 2007: Milky Way Liberation Front
- 2010: Ghost (Be With Me)
- 2010: Break Away
- 2011: Detective K – Im Auftrag des Königs (조선명탐정: 각시투구꽃의 비밀 / Joseon-myeongtamjeong: Gaksitugukkot-ui Bimil)
- 2011: The Client
- 2015: Detective K: Secret of the Lost Island
- 2019: Jo Pil-ho: Der Anbruch der Rache (악질경찰 / Akjilgyeongchal)